# Central Group
Central Group (en thaï: กลุ่มเซ็นทรัล) est un conglomérat familial de distribution thaïlandais, créé en 1947 par la famille Chirathivat. Il est spécialisé dans le commerce, la distribution, la promotion immobilière, l'hôtellerie et la restauration.

## Historique
En 1925, Tiang Chirathivat quitte Hainan, une île tropicale du sud de la Chine, pour s'installer à Bangkok. A cette époque, de nombreux chinois font le voyage jusqu'en Thaïlande pour monter leur affaire. Tiang ouvre ainsi son premier magasin dans le quartier de Thonburi, situé sur la rive occidentale de la Chao Phraya. En 1947, il ouvre un autre magasin avec son fils aîné, cette fois aux abords du grand Hotel Oriental (aujourd'hui le Mandarin Oriental). En 1956, la famille étend son territoire en ouvrant son premier grand magasin dans le quartier chinois de Bangkok et une année plus tard, le fils de Tiang, Samrit Chirathivat ouvre la première grande surface de Phra Nakhon, dans le centre-ville.
En 1980, le groupe se dote d'un organe destiné à la promotion immobilière, Central Pattana. Le premier centre commercial du groupe, le CentralPlaza Ladprao, voit le jour en 1982. En dehors de l'expansion du réseau physique du Central Group dans la ville de Bangkok et de ses alentours, le groupe multiplie les initiatives pour se positionner sur le marché de la vente en ligne, en Asie du Sud-Est principalement.
En 2016, après avoir perdu face au holding thaïlandais TCC Group (détenu par Charoen Sirivadhanabhakdi) pour la reprise des activités de Big C en Thaïlande, Central Group se positionne pour reprendre les activités de Casino au Vietnam.

## Gouvernance
Le PDG actuel du groupe est Tos Chirathivat, petit-fils du fondateur de Central Group.